# Jocelyn Delecour
Jocelyn Delecour (Tourcoing, 2 gennaio 1935) è un ex velocista francese.

## Palmarès
- Giochi olimpici

Tokyo 1964: bronzo nella staffetta 4×100 metri.
Città del Messico 1968: bronzo nella staffetta 4×100 metri.
- Europei

Stoccolma 1958: bronzo nei 200 metri.
Belgrado 1962: argento nei 100 metri.
Budapest 1966: oro nella staffetta 4×100 metri.